# 9月1日 (旧暦)
旧暦9月1日（きゅうれきくがつついたち）は旧暦9月の1日目である。六曜は先負である。

## できごと
- 明治4年（グレゴリオ暦1871年10月14日） - 熊本洋学校が開校

## 誕生日
- 享保17年（グレゴリオ暦1732年10月19日） - 加藤暁台、俳人（+ 1792年）
- 慶応元年（グレゴリオ暦1865年10月20日） - 石橋忍月、文芸評論家･小説家（+ 1926年）
- 慶応3年（グレゴリオ暦1867年9月28日） - 長野宇平治、建築家（+ 1937年）

## 忌日
- 天文20年（ユリウス暦1551年9月30日） - 大内義隆、大名（* 1507年）
- 天正元年（ユリウス暦1573年9月26日） - 浅井長政、大名（* 1545年）
- 天正元年（ユリウス暦1573年9月26日） - 浅井政元、武将、長政の弟（* 1548年）